# Hermenegildo Antón
Hermenegildo Germán Antón (Buenos Aires, Argentina; 27 de enero de 1925-22 de septiembre de 1981) fue un futbolista argentino conocido como Cabecita de Oro, que se desempeñó como delantero y jugó en el Club Atlético Defensores de Belgrano, Quilmes Atlético Club, Club Atlético Acassuso y Club Atlético Unión de Santa Fe de su país; y en Independiente Santa Fe y Cúcuta Deportivo de Colombia. Fue goleador, figura y campeón con Independiente Santa Fe, club del cual fue considerado ídolo histórico.

## Trayectoria

### Inicios en el fútbol de la Argentina
Nacido en la ciudad de Buenos Aires, capital de Argentina, Hermenegildo Antón empezó a jugar al fútbol desde pequeño y su primer equipo fue el Club Atlético Defensores de Belgrano, donde se formó como futbolista y donde debutó como profesional en el año 
1941. Después pasó a jugar al Quilmes Atlético Club en 1944, donde se destacó; por lo que pasó al Club Atlético Acassuso en el año 1945. De ahí pasó al Club Atlético Unión de Santa Fe donde jugó en 1947.

### Independiente Santa Fe
En el año 1948, Hermenegildo Germán Antón emigró de su país al fútbol de Colombia, donde llegó a vestir los colores del Club Independiente Santa Fe, equipo de Bogotá, la capital colombiana; equipo que fue uno de los fundadores de la División Mayor del Fútbol Colombiano, y que por aquel entonces se alistaba para participar en la primera edición del Campeonato Colombiano. Uno de sus primeros partidos con la camiseta albirroja, fue el amistoso del equipo bogotano contra el famoso argentino Vélez Sarsfield; en el que dejó solo frente al arco a Rafael Humberto "Canoíta" Prieto, que anotó el gol de la victoria; la primera victoria de un equipo colombiano frente a un equipo argentino de primera división. Esa fue apenas su primera gran actuación con la camiseta cardenal; ya que desde el comienzo del primer Campeonato Colombiano fue uno de los jugadores más destacados de Santa Fe; conjunto al que llevó al título que lo consagró como el primer campeón del Fútbol Profesional Colombiano. El delantero argentino fue determinante para la obtención del título por parte del equipo bogotano; fue uno de los goleadores del equipo, anotando de todas las facturas; pero especialmente de cabeza, lo que le valió el apodo de Cabecita de Oro. Formó una dupla goleadora con su compatriota Jesús María Lires López, y se consolidó como uno de los jugadores más queridos por los hinchas de la institución; además se destacó en varios partidos como en la primera edición del Clásico bogotano, en el que Santa Fe le ganó 5-3 a Millonarios con un gol suyo, o en el partido en el que anotó cuatro goles al Once Deportivo de Manizales. El argentino fue una de las figuras del equipo campeón de aquel año, que contó con jugadores de la talla de Julio "Chonto" Gaviria, Jesús María Lires López, Antonio Julio de la Hoz y José Kaor Dokú entre otros que entraron en la historia del equipo y del Fútbol Profesional Colombiano. En 1949, explotó el poderío goleador del argentino, que marcó una gran cantidad de goles, que deleitaron a los aficionados. Hermenegildo Germán Antón merece mención especial como el cuadrupletista de la historia de Santa Fe y del Fútbol Profesional Colombiano al haber anotado cinco cuadupletes: el 12 de septiembre de 1948 al Once Deportivo en Manizales (marcador 2-5), y otros cuatro cuadrupletes en un mismo campeonato, al año siguiente, en 1949; el 8 de mayo al América de Cali en Bogotá (marcador 7-3), el 3 de julio al Atlético Bucaramanga (marcador 5-0), el 31 de julio al Huracán de Medellín (marcador 10-2), y el 2 de octubre al Deportivo Pereira. Gracias a sus grandes partidos, y a su gran cantidad de goles con la camiseta de Santa Fe, el argentino se hizo con el apodo de Cabecita de Oro, y se convirtió en uno de los grandes jugadores del equipo cardenal, del Fútbol Profesional Colombiano, y uno de los ídolos de la afición. En ese mismo año, Antón formó parte de una de las mejores delanteras de la historia del equipo cardenal junto a sus compatriotas Jesús María Lires López, Luis "Flaco" López, René Pontoni, Herraldo Ferreyro y el colombiano Rafael Humberto "Canoíta" Prieto. En aquella ocasión, Santa Fe se convirtió en el primer equipo colombiano en anotar más de 100 goles en un campeonato: anotó 102 goles en 26 partidos, teniendo un promedio goleador impresionante de 3,92 goles por partido. Antón fue en varias ocasiones el máximo goleador del equipo en un campeonato; en 1949 con 30 goles, en 1950 con 9 dianas, registro que compartió con Héctor "Pibe" Rial, y en 1952 con 16 anotaciones; año hasta el que vistió los colores de Santa Fe.

### Cúcuta Deportivo y el regreso a Santa Fe
Después de una exitosa etapa con la camiseta de Independiente Santa Fe, equipo en el que fue campeón, goleador y figura; pasó a jugar al Cúcuta Deportivo, donde estuvo por un año; para después regresar a Independiente Santa Fe, con el que jugó en 1957, y regresó en 1959, año en el que se retiró del fútbol profesional después de haber jugado algunos partidos con el equipo cardenal. Hermenegildo Germán Antón, fue uno de los primeros ídolos de Independiente Santa Fe, club en que se destacó como goleador, ídolo y donde además fue campeón del Fútbol Profesional Colombiano.

## Clubes
| Club                        | País      | Año                    |
| --------------------------- | --------- | ---------------------- |
| Defensores de Belgrano      | Argentina | 1941                   |
| Quilmes Atlético Club       | Argentina | 1944                   |
| Club Atlético Acassuso      | Argentina | 1946                   |
| Unión de Santa Fe           | Argentina | 1947                   |
| Club Independiente Santa Fe | Colombia  | 1948-1952, 1957 y 1959 |
| Cúcuta Deportivo            | Colombia  | 1955                   |

## Palmarés

### Campeonatos nacionales
| Título           | Club     | País     | Año  |
| ---------------- | -------- | -------- | ---- |
| Primera División | Santa Fe | Colombia | 1948 |